# Marta Astfalck-Vietz
Marta Astfalck-Vietz (née le 21 juillet 1901 à Neudamm (Poméranie occidentale) et morte le 14 février 1994 à Nienhagen) est une photographe allemande influencée par le style Bauhaus. Elle a réalisé des collages pour les réclames utilisées par Walter Ruttmann dans Berlin.

## Biographie
Marta Astfalck-Vietz naît le 21 juillet 1901 à Neudamm (aujourd‘hui Dębno). Elle a fréquenté l’école technique supérieure de l’industrie du textile et de l’habillement de Berlin de 1918 à 1920 et l’École d'arts appliqués de Berlin de 1920 à 1924. De 1925 à 1926, elle suit un cours de photographie dans l’atelier de Lutz Kloss dans la maison de passage Unter den Linden.
À partir de 1926, elle a commencé à travailler de manière indépendante à Berlin, à partir de 1927 avec son propre studio. Une collaboration artistique intensive commence avec Heinz Hajek-Halke, qu’elle connaît depuis ses années d’études. La coopération est si étroite que la paternité de nombreuses photos ne peut plus être clairement attribuée par la suite. Pendant ce temps, des photographies de personnalités bien connues du bohème berlinois sont créées, entre autres la série « la danseuse Daisy Spies ». En 1929, elle épouse l’architecte Hellmuth Astfalck.
Pendant l’ère national-socialiste, l’expression expérimentale et artistique des photographies a décliné. Avec son mari Hellmuth Astfalck, elle crée maintenant des graphismes publicitaires et commerciaux et des designs de design d'intérieur. Dans l‘atelier, la nuit, des gens de la résistance antifasciste copiaient des documents secrets. Marta Vietz donne des cours particuliers à des enfants juifs exclus de l’école. À partir de 1936, elle peint des aquarelles végétales. Lors du bombardement de Berlin en 1943, son appartement, son atelier et ses archives ont été détruits. Marta Astfalck-Vietz se tourne désormais vers des projets plus pédagogiques et politiques.